# Eusebia Palomino Yenes
Eusebia Palomino Yenes (15. prosince 1899, Cantalpino – 10. února 1935, Valverde del Camino) byla španělská řeholnice kongregace Dcer Panny Marie Pomocnice. Katolická církev jí uctívá jako blahoslavenou.

## Život
Narodila se 15. prosince 1899 v obci Cantalpino v provincii Salamanca jako třetí ze čtyř dětí farmáře Agustina Palomino a jeho manželky Juana Yenes de Villaflores.
Během zimy její otec, který v tomto období neměl práci, chodil do sousedních měst žebrat o jídlo. Eusebia ho do roku 1909 vždy doprovázela. Byl to právě její otce, který ji učilo katechismus. Když jí bylo osm let přijala první svaté přijímání. Později tuto událost nazvala jako první volání k setkání s Ježíšem Kristem. Roku 1906 nastoupila do školy, ale brzy ji opustila, aby svou prací uživila rodinu.
Nejdříve pracovala jako služebná v bohaté rodině v Salamance a od roku 1911 se svou starší sestrou Dolores v sirotčinci. Jednou týdně docházela do kaple Dcer Panny Marie Pomocnice. Sestry ji nabídly práci, což Eusebia přijala. Zde vařila, uklízela třídy školy, nosila dříví a obsluhovala je.
Eusebia začala toužit po řeholním životě, ale měla strach že jí kvůli její chudobě a špatnému vzdělání sestry nepřijmou. Později tuto touhu prozradila přestavené, která jí řekla, že jménem generální představené bude brzy přijata.
Dne 31. ledna 1921 vstoupila do postulátu a 5. srpna 1922 zahájil noviciát v Barceloně. V srpnu 1924 složila v řeholním domě ve Valverde del Camino své časné sliby.
Po příjezdu do Valverde del Camino se jí studenti posmívali kvůli jejímu vzhledu. Eusebia toto chování přehlížela a věnovala se své práci. Studenti ji poté obdivovali pro její zbožnost a rádi poslouchali její vyprávění o světcích, hlavně o svatém Giovanni Boscovi. Mnoho kněží a řeholníků k ní chodili pro radu. Šířila účtu k pěti svatým Ježíšovým ranám, Panně Marii a křížové cestě. Chovala velkou lásku k eucharistii. Roku 1930 složila své doživotní sliby.
Během vzestupu nepokojů a vzniku protináboženských nálad ve Španělsku ve 30. letech, nabídla pomoc všem kdo jí potřeboval. V srpnu 1932 onemocněla neznámou nemocí. Zhoršila se jí astma a sužovali ji další bolesti.
Zemřela 10. února 1935. Předpověděla vyústění protináboženských nálad ve vážný konflikt, což odpovídá španělské občanské válce.

## Proces blahořečení
Dne 15. prosince 1981 byl v diecézi Huelva započat její proces blahořečení.
Dne 17. prosince 1996 byly uznány její hrdinské ctnosti.
Dne 20. prosince 2003 uznal papež Jan Pavel II. zázrak uzdravení na její přímluvu. Blahořečena byla 25. dubna 2004.